# 루이 데브뢰

루이 데브뢰의 문장

루이 데브뢰 또는 루이 드 프랑스(Louis d'Évreux, 1276년 5월 3일 – 1319년 3월 19일)는 프랑스의 카페 왕가 출신의 왕족으로 에브뢰(Évreux)의 백작이었다.
필리프 3세와 그의 계비인 마리아 브라반트(Maria van Brabant)의 세 번째 아들이였고, 루이 드 프랑스, 필리프 4세, 샤를 드 발루아의 이복 동생이었다.

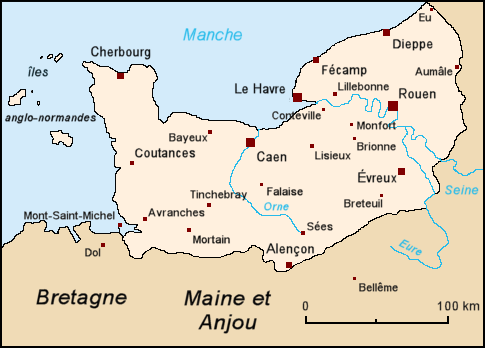
에브뢰의 위치

루이의 아들 필리프 데브뢰는 루이 10세의 딸 호아나 2세와 결혼하여 필리페 3세로써 나바라의 왕위를 승계했다.

## 자녀
- 마리(1303~1335)
- 샤를(1305~1336)
- 필리프(1306~1343)
- 마르그리트(1307~1350)
- 잔 데브뢰(1310~1371) 샤를 4세의 왕비

|  | 에브뢰의 백작 1303년 - 1319년 | 후임 필리프 |